# Коробова, Людмила
Людми́ла Ко́робова (15 мая 1942, Челябинск) — советская спортсменка, пловчиха, участница Олимпийских игр. Мастер спорта СССР.

## Карьера
На Олимпийских играх 1960 года Людмила участвовала в заплывах на 200 метров брассом и в комбинированной эстафете 4×100 метров. В брассе Коробова не смогла пройти в финал, а в эстафете вместе с Ларисой Викторовой, Зинаидой Беловецкой и Мариной Шамаль заняла 8-е место.